# HMS Canopus (1798)
HMS Canopus (1798) — британский 84-пушечный линейный корабль 3 ранга, исходно французский Franklin (1797). Первый корабль Королевского флота, носивший название HMS Canopus, по навигационной звезде. Сражался при Абукире (на стороне французов), при Санто-Доминго и в Дарданеллах (на стороне британцев).

## Постройка
Franklin строился по чертежам Жака-Ноэля Санэ на Тулонской верфи между ноябрем 1794 и мартом 1798. Спущен на воду 25 июня 1797. Назван в честь американского учёного и политиика Бенджамина Франклина.

## Французская служба
Службу начал в качестве флагмана контр-адмирала дю Шайля (фр. Armand Blanquet du Chayla), заместителя командующего при Абукире, где отличился, оказав ожесточенное сопротивление британцам, прежде чем был вынужден сдаться. К этому моменту более половины команды были убиты или ранены, а большинство пушек выведены из строя.
Под флагом контр-адмирала дю Шайля (капитан Морис Жилле фр. Maurice Gillet), Franklin входил в состав флота вице-адмирала Брюи (фр. François-Paul Brueys), который доставил Наполеона Бонапарта и французские войска для вторжения в Египет. 1 августа 1798 года Franklin вместе с флотом Брюи стоял на якоре в Абукирской бухте. Вечером их обнаружил британский флот контр-адмирала Горацио Нельсона. Нельсон приказал атаковать немедленно, сосредоточив свои корабли против французского авангарда, удвоив линию. Брюи был застигнут врасплох, так как ожидал атаки на свой арьергард и центр, где соответственно поставил самые сильные корабли, в том числе Franklin. Franklin, следовательно, вступил в бой только поздно вечером, когда французский авангард сдался и английские корабли двинулись вдоль линии, атакуя остальных.
Franklin, стоявший прямо перед флагманом Брюи, 120-пушечным Orient, за кормой у 74-пушечного Peuple Souverain, попал под огонь HMS Orion, HMS Majestic и HMS Defence. Английские корабли и французский центр обменивались сильным огнём, к британцам прибыли HMS Swiftsure, HMS Alexander и HMS Leander. Позже дю Шайля вспоминал: «тогда бой в этом месте стал очень жарким». В течение следующего часа шла интенсивная перестрелка, в результате Peuple Souverain был вынужден выйти из линии, а Orient загорелся. Пожар на Orient вышел из-под контроля, и находящиеся рядом корабли, французские и английские, рассыпались, стараясь избежать неминуемого взрыва. В 9:37 вечера на Orient взорвался магазин, уничтожив его и осыпав горящими обломками корабли поблизости. Немало их упало на Franklin, занялся огонь, от которого взорвалась оружейная кладовая и начались пожары на шканцах и юте.
Одно время казалось, что Franklin тоже сгорит, но команда смогла потушить пожары. Брюи погиб на борту Orient, и командование принял дю Шайля. И он, и капитан Жилле были тяжело ранены и перенесены в низы, но он продолжал командовать боем. Краткая передышка после взрыва Orient была нарушена пушками Franklin, и бой возобновился. Корабль сражался еще час, но за это время потерял грот и бизань-мачту, почти все пушки были сбиты, и более половины команды были убиты или ранены. Наконец, около 11 вечера, он спустил флаг.

## Британская служба

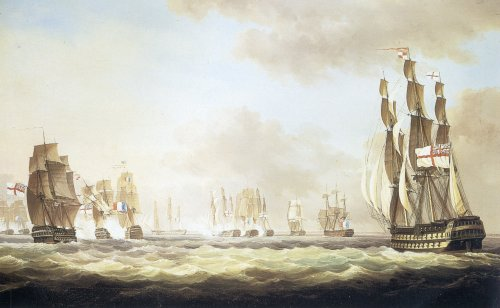
Сан-Доминго. HMS Canopus вступает в бой

Franklin был одним из 9 кораблей, захваченных англичанами при Абукире. Он пополнил Королевский флот под названием HMS Canopus 9 декабря 1798. Отправился в Англию под командованием капитана Бартоломью Джеймса (англ. Bartholomew James), прибыл в Плимут 17 июля 1799. Ненадолго стал флагманом адмирала Филиппа Аффлека (англ. Philip Affleck) и служил под Лиссабоном, но в августе того же года был выведен в резерв. Встал на ремонт в Плимуте в августе 1801, но работы были приостановлены в ноябре того же года, и закончены только в январе 1803 года. Корабль повторно вступил в строй в апреле того же года, и стал флагманом контр-адмирала Джорджа Кэмпбелла (англ. George Campbell), капитан Джон Конн (англ. John Conn).
В августе 1803 Canopus был направлен к Тулону для присоединения к Средиземноморскому флоту, под команду Нельсона. Конна сменил в феврале 1805 капитан Фрэнсис Остен (англ. Francis Austen), и Canopus стал флагманом контр-адмирала Томаса Луиса (англ. Thomas Louis). Canopus не присутствовал при Трафальгаре, будучи отправлен в Гибралтар с эскадрой Луиса для пополнения запасов. Вернулся в Англию в середине 1805, встал на ремонт в Плимуте. Работы были завершены в августе и обошлись в £31 804. В январе 1806 он присоединился к эскадре вице-адмирала Джона Дакворта в погоне за эскадрой Лессега (фр. Corentin Urbain Leissègues), и принял участие в бою при Сан-Доминго, 6 февраля, где сражался, в частности, с 74-пушечным Diomède. Потери Canopus составили 8 убитых и 22 раненых. Томас Шортленд (англ. Thomas Shortland) стал капитаном Canopus в июле 1806 года и пошел в Средиземное море с эскадрой Дакворта, по-прежнему под флагом Луиса. Он принимал участие в попытке форсировать Дарданеллы 19 января, а также в последующих операциях в поддержку Александрийской экспедиции, в ходе которых 9 турецких кораблей были захвачены или уничтожены.
Капитан Чарльз Инглис (англ. Charles Inglis) сменил Шортленда в 1808 году, а корабль стал флагманом контр-адмирала Джорджа Мартина (англ. George Martin). Canopus был придан Средиземноморскому флоту адмирала Коллингвуда, и в октябре 1809 в составе флота, в Лионском заливе погнался за французским конвоем в сопровождении эскадры контр-адмирала Франсуа Бодена (фр. François Baudin). Французы были загнаны в устье Роны, где 80-пушечный Robuste и 74-пушечный Lion сели на мель; когда попытки снять их не удались, французы были вынуждены их сжечь. Canopus был флагманом контр-адмирала Чарльза Бойлза (англ. Charles Boyles) в 1811—1812 годах, после чего был снова выведен в резерв.

## Послевоенные годы
Между мартом 1814 и мартом 1816 Canopus прошел большой ремонт в Плимуте на сумму £78 909, но с окончанием Наполеоновских войн несколько лет был в отстое.
В мае 1834 в Плимуте корабль был оснащен для активной службы. Прошел новый ремонт с декабря 1839 по май 1842, и снова подготовлен для службы в начале 1845. Некоторое время входил в командование вице-адмирала Фэрфакс-Морсби (англ. Fairfax Moresby). Выведен в резерв в Плимуте в 1848 году. Превращен в плавучую казарму в июне-октябре 1862. Служил тендером HMS Indus, рейдового корабля в базе Девонпорт. Превращен в плавучий причал в 1869 году, мачты сняты в апреле 1878.
В конце концов Canopus был продан на слом в 1887 году, после почти 90 лет в британской службе.